# Bni Mansour
Bni Mansour  (in arabo بني منصور‎?) è un centro abitato e comune rurale del Marocco situato nella provincia di Chefchaouen, regione di Tangeri-Tetouan-Al Hoceima. Conta una popolazione di 20 811 abitanti (censimento 2014).